# Leptinaria
Leptinaria é um género de gastrópode  da família Subulinidae.
Este género contém as seguintes espécies:
- Leptinaria guatemalensis (Crosse & Fischer, 1877)
- Leptinaria insignis (Smith, 1898)
- Leptinaria interstriata (Tate, 1870)
- Leptinaria lamellata (Potiez & Michaud, 1838)
- Leptinaria strebeliana Pilsbry, 1907
- Leptinaria tamaulipensis Pilsbry, 1903
- Leptinaria unilamellata (d’Orbigny, 1837)